# Pachnobia arufa
Pachnobia arufa är en fjärilsart som beskrevs av Smith 1905. Pachnobia arufa ingår i släktet Pachnobia och familjen nattflyn. Inga underarter finns listade i Catalogue of Life.